# Pazderná Lhota
Pazderná Lhota je malá vesnice, část obce Popovice v okrese Benešov. Nachází se asi 1,5 km na jih od Popovic. V roce 2009 zde bylo evidováno 7 adres. Pazderná Lhota leží v katastrálním území Popovice u Benešova o výměře 11,71 km².

## Historie
První písemná zmínka o vesnici pochází z roku 1545.